# 西藏广播电视网络传输中心
西藏广播电视网络传输中心是设在西藏自治区拉萨市的广播电视节目传输平台。

## 简介
西藏广播电视网络传输中心原名“西藏有线电视台”，是1993年经中华人民共和国广播电影电视部和西藏自治区人民政府按照“一城一网”的原则批准建立，成为拉萨市唯一合法的有线电视传输部门。
西藏广播电视网络传输中心是西藏自治区广播电影电视局下属的正县级事业单位，内设综合管理部、有线播出部、技术部、网络工程部、数据事业部、数字电视部、财务部等7个正科级机构，经费来源自收自支。主要职责为“负责有线电视网络的建设、维护和管理工作，负责广播电视节目的接收、传输；利用卫星、有线网络和数据广播资源开展各项增值业务服务；为有线电视用户提供视讯等服务。”
到2012年，西藏广播电视网络已覆盖拉萨市，并拥有拉萨市绝大多数有线电视用户。除该中心外，拉萨市还有其他电视网络中心提供服务。